# 張勝賢
張勝賢（チャン・スンヒョン、韓国語：장승현、1994年3月7日 - ）は、大韓民国の仁川広域市出身のプロ野球選手（捕手）。彼の父親はSKワイバーンズなどで活動した元プロ野球選手の張光鎬である。

## 経歴
父親の影響で12歳の頃から野球を始め、高校時代はチームの正捕手だった。
2014年に斗山から指名され入団した。同年は梁義智や崔在勳などに押されて一軍出場がなかった。
2015年はオープン戦に一軍で出場したが、やはり梁義智らの活躍でシーズン中は一軍登録されなかった。また同年には二軍のオールスター戦に選出され、文昇元とバッテリーを組んだ。
シーズン終了後には警察野球団の入団試験を受けて合格。2017年9月23日に除隊されチームに復帰した。また2017 アジア プロ野球チャンピオンシップ韓国代表に同僚の咸徳柱、柳志赫、金明信とともに抜擢された。大会中では1試合に韓承澤の守備固めとして出場したにとどまり打席入りのチャンスはなかった。
2018年は開幕を一軍で迎え、3月11日のKTウィズ戦の7回裏に守備固めとして初出場を記録した。さらに初打席初安打を打つと、4月1日には8番捕手でデビュー初の先発出場を果たした。
2019年は梁義智が退団したため正捕手争いが激化したものの、ほどなくして朴世爀が正捕手に定着し出場機会はあまり増加しなかった。
2020年も朴世爀との競争に敗れ、さらにベテラン捕手の鄭相昊の加入もあり出場機会は増えず。5度にわたり一軍と二軍を往復し、最終的には23試合に出場した。
2021年は自己最多を大幅に更新する92試合に出場し、プロ初本塁打も記録した。

## プレースタイル・人物
前述の通り高校時代はチームの正捕手であり、4番打者を務めたこともあった。
指名当時は韓承澤と共に高卒キャッチャー最大選手としてドラフトの目玉として挙げられており、何よりも斗山は優れた身体的条件（184cm、86kg）に注目した。
肩が強く、また守備そのものも堅実で2020年シーズン終了時点で失策は一度もない。
2018年にはシーズン序盤にスイッチヒッターを狙ったことがある。アマチュア時代は左打者だったが警察野球団入団後は右打者になっている。
高校時代の賈來暎監督は野球に接する姿勢も真摯で真面目な性格だと語っている。

## 詳細情報

### 年度別打撃成績
| 年 度    | 球 団    | 試 合 | 打 席 | 打 数 | 得 点 | 安 打 | 二 塁 打 | 三 塁 打 | 本 塁 打 | 塁 打 | 打 点 | 盗 塁 | 盗 塁 死 | 犠 打 | 犠 飛 | 四 球 | 敬 遠 | 死 球 | 三 振 | 併 殺 打 | 打 率 | 出 塁 率 | 長 打 率 | O P S |
| -------- | -------- | ----- | ----- | ----- | ----- | ----- | -------- | -------- | -------- | ----- | ----- | ----- | -------- | ----- | ----- | ----- | ----- | ----- | ----- | -------- | ----- | -------- | -------- | ----- |
| 2018     | 斗山     | 20    | 16    | 13    | 2     | 5     | 0        | 0        | 0        | 5     | 1     | 0     | 0        | 2     | 0     | 1     | 0     | 0     | 2     | 2        | .385  | .429     | .385     | .814  |
| 2019     | 斗山     | 35    | 46    | 41    | 3     | 7     | 2        | 0        | 0        | 9     | 3     | 0     | 0        | 0     | 1     | 3     | 0     | 1     | 13    | 0        | .171  | .239     | .220     | .459  |
| 2020     | 斗山     | 23    | 22    | 20    | 5     | 5     | 3        | 0        | 0        | 8     | 3     | 0     | 0        | 0     | 0     | 1     | 0     | 1     | 6     | 2        | .250  | .318     | .400     | .718  |
| 2021     | 斗山     | 92    | 211   | 177   | 18    | 41    | 10       | 0        | 2        | 57    | 27    | 0     | 0        | 6     | 1     | 19    | 0     | 8     | 50    | 2        | .232  | .332     | .322     | .654  |
| 2022     | 斗山     | 60    | 109   | 96    | 6     | 20    | 3        | 0        | 0        | 23    | 9     | 0     | 0        | 3     | 1     | 5     | 0     | 4     | 27    | 2        | .208  | .274     | .240     | .514  |
| 2023     | 斗山     | 76    | 158   | 139   | 11    | 22    | 1        | 0        | 3        | 32    | 9     | 1     | 0        | 5     | 0     | 6     | 0     | 8     | 36    | 2        | .158  | .235     | .230     | .465  |
| 2024     | 斗山     | 9     | 23    | 20    | 1     | 4     | 2        | 0        | 0        | 6     | 0     | 0     | 1        | 1     | 0     | 2     | 0     | 0     | 5     | 0        | .200  | .273     | .300     | .573  |
| KBO：7年 | KBO：7年 | 319   | 587   | 508   | 46    | 104   | 21       | 0        | 5        | 140   | 52    | 1     | 1        | 17    | 3     | 37    | 0     | 22    | 139   | 11       | .205  | .286     | .276     | .562  |

- 2024年度シーズン終了時

### 背番号
- 2 （2013年 - 2015年、2018年 - 2019年）
- 4 （2017年）
- 22 （2020年 - ）